# Platygaster ambositrensis
Platygaster ambositrensis är en stekelart som beskrevs av Jean Risbec 1955. Platygaster ambositrensis ingår i släktet Platygaster och familjen gallmyggesteklar. Inga underarter finns listade i Catalogue of Life.